# Wiktor Fjodorowitsch Markin
Wiktor Fjodorowitsch Markin (russisch Виктор Фёдорович Маркин, engl. Transkription Viktor Markin; * 27. Februar 1957 in der Nähe von Nowosibirsk) ist ein ehemaliger sowjetischer Sprinter und Olympiasieger, dessen Spezialstrecke der 400-Meter-Lauf war.
Markin begann mit dem Training der Leichtathletik erst im Alter von 19 Jahren, und bis zu den Olympischen Spielen in Moskau war er international unbekannt. Am 27. April 1980 lief er in Sotschi eine persönliche Bestzeit von 46,96 s. Kurz vor den Spielen verbesserte er seine Zeit auf 45,34 s.
Im Finale des 400-Meter-Laufs bei den Olympischen Spielen 1980 in Moskau lag er nach der Hälfte der Distanz auf dem fünften Platz, und bei Beginn der Zielgeraden war er nur noch etwa drei Meter hinter dem führenden Frank Schaffer aus der DDR. Mit einem großartigen Endspurt überholte er diesen, gewann die Goldmedaille und stellte einen Europarekord auf. Silber erreichte der Australier Rick Mitchell und für Frank Schaffer reichte es nur noch zur Bronzemedaille. Sein zweiter Sieg war die Goldmedaille in der 4-mal-400-Meter-Staffel, zusammen mit seinen Teamkollegen Remigijus Valiulis, Michail Linge und Nikolai Tschernezki, vor den Teams aus der DDR (Silber) und aus Italien (Bronze).
Nach den Spielen verabschiedete sich Markin vorerst aus der Leichtathletik, um sein Medizinstudium zu beenden. 1982 meldete er sich bei den Europameisterschaften in Athen zurück und gewann Bronze sowohl über 400 Meter wie auch in der 4-mal-400-Meter-Staffel. Bei den Weltmeisterschaften 1983 in Helsinki gewann er eine weitere Goldmedaille in der 400-Meter-Staffel. Seine sportliche Karriere beendete er, als die Sowjetunion die Olympischen Spiele 1984 in Los Angeles boykottierte.